# Африкански паун
Африкански, още Конгоански паун (Afropavo congensis) е вид птица от семейство Фазанови (Phasianidae), единствен представител на род Afropavo. Видът е световно застрашен, със статут Уязвим.

## Разпространение и местообитание
Разпространен е в Демократична република Конго.